# كين سلاتر
كين سلاتر (بالإنجليزية: Kenneth R. Slater)‏ هو عالم زواحف وأحيائي أسترالي، ولد في 22 يونيو 1923، وتوفي في 15 أغسطس 1999.